# Liste der Naturdenkmäler im Landkreis Traunstein
Die Liste der Naturdenkmäler im Landkreis Traunstein nennt die Naturdenkmäler in den Städten und Gemeinden im Landkreis Traunstein in Bayern. Im Jahr 2018 gab es im Landkreis Traunstein 60 Naturdenkmäler. Nach Art. 51 Abs. 1 Nr. 4 BayNatSchG ist das Landratsamt des Landkreises Traunstein für den Erlass von Rechtsverordnungen über Naturdenkmäler (§ 28 BNatSchG) zuständig.

## Liste
| Bild                                                                            | Nummer   | Bezeichnung                                                                                     | Gemeinde        | Standort                                                      | Beschreibung |
| ------------------------------------------------------------------------------- | -------- | ----------------------------------------------------------------------------------------------- | --------------- | ------------------------------------------------------------- | --- |
| Kötzinger Linde                                                                 | ND-00125 | Linde in Kötzing                                                                                | Chieming        | 47° 56′ 7,2″ N, 12° 33′ 10,1″ O                               | Geschätztes Alter ca. 400 Jahre, Stammumfang 7,02 m |
| Eiche in Chieming                                                               | ND-00126 | Eiche nördlich Chieming                                                                         | Chieming        | 47° 53′ 45,4″ N, 12° 32′ 7,9″ O                               | Die Eiche befindet sich am westlichen Rand des Grundstückes, Chieming, Lindenstrasse 7 |
| Toteisverlandung Schwarzelmoos                                                  | ND-00127 | Toteisverlandung Schwarzelmoos                                                                  | Chieming        | 47° 53′ 45,5″ N, 12° 31′ 46,9″ O                              | Nordwestlich Chieming |
| weitere Bilder                                                                  | ND-00128 | Kalkflachmoor mit Naßwiese nordwestlich Egerer                                                  | Chieming        | 47° 54′ 31,8″ N, 12° 31′ 46,7″ O                              | |
| Eiche in Eiting                                                                 | ND-01259 | Eiche in Eiting                                                                                 | Engelsberg      | 48° 7′ 20″ N, 12° 32′ 12,2″ O                                 | Geschätztes Alter ca. 300 Jahre, Stammumfang 6,71 m |
|                                                                                 | ND-00207 | Rundhöcker und Toteiskessel ostwärts von Hausmann                                               | Inzell          | 47° 45′ 34,5″ N, 12° 45′ 57,3″ O                              | |
|                                                                                 | ND-00099 | Bachaue, Röhricht und Quellfluren süd-südwestlich von Herrnöd                                   | Kirchanschöring | 47° 57′ 10,5″ N, 12° 49′ 9,9″ O                               | |
|                                                                                 | ND-01260 | Streuwiese mit Übergangsmoorteil nördlich Reiterberg                                            | Obing           | 48° 1′ 19,1″ N, 12° 21′ 24,6″ O                               | |
| Hochmoor östlich Harpfetsham                                                    | ND-00100 | Hochmoor östlich des Gemeindeteiles Harpfetsham                                                 | Palling         | 47° 59′ 7,8″ N, 12° 40′ 22,1″ O                               | Im südwestlichen Harpfetshamer-Filz sind 3,72ha als flächenhaftes Naturdenkmal seit 30. Juni 1981 geschützt. Es handelt sich um die nördlichste lebende Hochmoorfläche im Salzachgletschergebiet. |
| Toteisloch östlich Harpfetsham                                                  | ND-00101 | Drei Toteisverlandungen östlich Harpfetsham                                                     | Palling         | 47° 58′ 57″ N, 12° 40′ 24,8″ O                                | Südlich des Harpfetshamer-Filz sind 3 Toteisverlandungen (0,68ha) als flächenhaftes Naturdenkmal seit 19. März 1982 geschützt.                                                                    |
| Verlandeter See bei Heigermoos                                                  | ND-01324 | Verlandeter See bei Heigermoos                                                                  | Palling         | 48° 2′ 22,3″ N, 12° 40′ 45,8″ O                               | |
|                                                                                 | ND-00093 | Linde in Schönram                                                                               | Petting         | 47° 53′ 8,4″ N, 12° 50′ 48″ O                                 | |
|                                                                                 | ND-00102 | Spirkenhochmoor östlich Aichbauer                                                               | Petting         | 47° 53′ 34,8″ N, 12° 46′ 56,1″ O                              | |
|                                                                                 | ND-01264 | Übergangsmoor südwestlich des Gemeindeteils Hinzing                                             | Pittenhart      | 47° 57′ 41,7″ N, 12° 21′ 56,4″ O                              | |
|                                                                                 | ND-01326 | Zwei Linden an der B305 in Groissenbach                                                         | Reit im Winkl   | 47° 40′ 16,8″ N, 12° 28′ 38,8″ O                              | |
|                                                                                 | ND-01327 | Quellkomplex mit Kalkflachmoor und Halbtrockenrasen nördlich des Glapf-Hofes                    | Reit im Winkl   | 47° 40′ 42,2″ N, 12° 27′ 35,3″ O                              | |
|                                                                                 | ND-01328 | Kalkflachmoor nordwestlich des Glapf-Hofes                                                      | Reit im Winkl   | 47° 40′ 43,9″ N, 12° 27′ 21,7″ O                              | |
|                                                                                 | ND-01268 | Kalkflachmoor und Kalkquellfluren nordwestlich Brand                                            | Ruhpolding      | 47° 44′ 28,5″ N, 12° 35′ 54,5″ O                              | |
|                                                                                 | ND-01269 | Hoch- und Übergangsmoor östlich Gstatt                                                          | Ruhpolding      | 47° 44′ 53,7″ N, 12° 38′ 41,8″ O                              | |
|                                                                                 | ND-07135 | Alte Linden vor der Kirche St. Valentin im Ortsteil Zell                                        | Ruhpolding      | Gemarkung Zell 47° 45′ 24,1″ N, 12° 39′ 45,6″ O               | |
|                                                                                 | ND-01266 | Buckelwiese westlich Schleching                                                                 | Schleching      | 47° 43′ 18,2″ N, 12° 23′ 9,9″ O                               | |
|                                                                                 | ND-01267 | Schwall-Weiher östlich Achberg                                                                  | Schleching      | 47° 42′ 43,2″ N, 12° 24′ 34,9″ O                              | |
|                                                                                 | ND-01329 | Kalkflachmoor mit Kalkquellfluren westlich Schleching                                           | Schleching      | 47° 43′ 14,3″ N, 12° 22′ 58,8″ O                              | |
|                                                                                 | ND-00129 | Linde im Gemeindeteil Pavolding                                                                 | Seeon-Seebruck  | 47° 57′ 28,7″ N, 12° 26′ 22,5″ O                              | |
| Toteisloch SW Klosterseeon                                                      | ND-00131 | Toteisloch südwestlich von Klosterseeon                                                         | Seeon-Seebruck  | 47° 58′ 16,3″ N, 12° 26′ 28,1″ O                              | |
|                                                                                 | ND-00103 | Hangquellmoor bei Buchen                                                                        | Surberg         | 47° 52′ 6,1″ N, 12° 42′ 46,9″ O                               | |
|                                                                                 | ND-00104 | Steilhangquellmoor bei Nutz                                                                     | Surberg         | 47° 52′ 3,2″ N, 12° 43′ 30,6″ O                               | |
| Soliges Hochmoor südl. Tandlmaier                                               | ND-00105 | Soligenes Hochmoor südlich Tandlmaier                                                           | Surberg         | 47° 51′ 21″ N, 12° 42′ 31,6″ O                                | |
| ND-00106 westlicher Teil                                                        | ND-00106 | Kuschelhochmoor mit Übergangsmoor nördlich Abstreit                                             | Surberg         | 47° 50′ 50,9″ N, 12° 41′ 50,8″ O                              | |
|                                                                                 | ND-00107 | Hangquellstreuwiese, Kalktuffquellfluren, Schluchtwaldfragmente südöstlich Au (Burghartswiesen) | Surberg         | 47° 51′ 38,1″ N, 12° 41′ 39,2″ O                              | |
| Latschenhochmoor und Niedermoor südlich Hochöd                                  | ND-00108 | Latschenhochmoor und Niedermoor südlich Hochöd                                                  | Surberg         | 47° 51′ 4,6″ N, 12° 41′ 43,7″ O                               | |
|                                                                                 | ND-00109 | Latschenhochmoor südlich Langmoos                                                               | Surberg         | 47° 53′ 37,6″ N, 12° 40′ 45,4″ O                              | |
|                                                                                 | ND-00110 | Kalkquellmoor bei Diesenbach                                                                    | Surberg         | 47° 51′ 20,4″ N, 12° 44′ 13,3″ O                              | |
| Eiche in Witzmoning                                                             | ND-01262 | Eiche in Witzmoning                                                                             | Tacherting      | 48° 4′ 6,4″ N, 12° 29′ 38,2″ O                                | |
| Lindenallee bei Neudeck                                                         | ND-01263 | Lindenallee in Neudeck                                                                          | Tacherting      | 48° 5′ 12,1″ N, 12° 30′ 16,2″ O                               | |
|                                                                                 | ND-00111 | Hangquellmoor und Kalkflachmoor südöstlich Bermoos                                              | Taching am See  | 47° 59′ 28,6″ N, 12° 42′ 9,2″ O                               | |
|                                                                                 | ND-00112 | Kalkquellmoor mit Bruchwaldstreifen nördlich Mühlthal                                           | Taching am See  | 47° 57′ 51,5″ N, 12° 43′ 14,9″ O                              | |
|                                                                                 | ND-00113 | Verlandeter Moränenweiher südöstlich Haus                                                       | Taching am See  | 48° 0′ 10,8″ N, 12° 43′ 51,1″ O                               | |
|                                                                                 | ND-01309 | Irrblock ostwärts Lanzing auf Flurnummer 1867                                                   | Tittmoning      | Gemarkung Kay, Fl. Nr. 1867 48° 3′ 19,3″ N, 12° 43′ 39,5″ O   | |
|                                                                                 | ND-01310 | Irrblock ostwärts Lanzing auf Flurnummer 1695                                                   | Tittmoning      | Gemarkung Kay, Fl. Nr. 1695 48° 3′ 22,5″ N, 12° 43′ 51,9″ O   | |
|                                                                                 | ND-01311 | Eiche nordöstlich Brunn                                                                         | Tittmoning      | Gemarkung Asten, Fl. Nr. 109 48° 5′ 33,6″ N, 12° 43′ 23,3″ O  | |
| Wacholderheide in Unteröd                                                       | ND-01312 | Wacholderheide in Unteröd                                                                       | Tittmoning      | 48° 1′ 2,4″ N, 12° 42′ 56,6″ O                                | |
| Pfaffelmoos westlich Unteröd                                                    | ND-01313 | Pfaffelmoos westlich Unteröd                                                                    | Tittmoning      | 48° 1′ 1,8″ N, 12° 42′ 17,4″ O                                | |
| Erlenbruchwald östlich Holzweber                                                | ND-01314 | Erlenbruchwald östlich Holzweber                                                                | Tittmoning      | 48° 3′ 40,5″ N, 12° 42′ 23,6″ O                               | |
|                                                                                 | ND-01315 | Erlenbruchwald östlich Stetten                                                                  | Tittmoning      | 48° 3′ 23,4″ N, 12° 42′ 10,7″ O                               | |
|                                                                                 | ND-01316 | Toteislöcher und Bruchwald mit Übergangsmoor nordwestlich Wallmoning Teil 1                     | Tittmoning      | 48° 4′ 10″ N, 12° 43′ 35,7″ O                                 | |
|                                                                                 | ND-01317 | Toteislöcher und Bruchwald mit Übergangsmoor nordwestlich Wallmoning Teil 2                     | Tittmoning      | 48° 4′ 19,6″ N, 12° 43′ 34,9″ O                               | |
|                                                                                 | ND-01318 | Toteislöcher und Bruchwald mit Übergangsmoor nordwestlich Wallmoning Teil3                      | Tittmoning      | 48° 4′ 25,9″ N, 12° 43′ 22,4″ O                               | |
|                                                                                 | ND-01319 | Großseggenverlandung südwestlich Kobeln                                                         | Tittmoning      | 48° 3′ 9,7″ N, 12° 42′ 22,4″ O                                | |
|                                                                                 | ND-01320 | Halbtrockenrasen nördlich Murschall                                                             | Tittmoning      | 48° 3′ 50,1″ N, 12° 43′ 9,7″ O                                | |
|                                                                                 | ND-01321 | Halbtrockenrasen am Südhang der Weinleite östlich Lanzing                                       | Tittmoning      | 48° 3′ 19,3″ N, 12° 43′ 40″ O                                 | |
|                                                                                 | ND-01322 | Kalkflachmoor mit Übergangsmoor nordöstlich des Leitgeringer Sees                               | Tittmoning      | 48° 4′ 31,8″ N, 12° 44′ 37,7″ O                               | |
|                                                                                 | ND-01323 | Schluchtwald und Kalktuff-Quellfluren nordöstlich Klaffmühle                                    | Tittmoning      | 48° 6′ 8,5″ N, 12° 44′ 52″ O                                  | |
| Baumreihe westlich Weiler Pertenstein · Baumreihe südöstlich Weiler Pertenstein | ND-00133 | Baumreihen an den Hangkanten westlich und südöstlich des Weilers Pertenstein                    | Traunreut       | 47° 56′ 30″ N, 12° 35′ 28,2″ O 47° 56′ 28″ N, 12° 35′ 36,6″ O | |
|                                                                                 | ND-00115 | Übergangs- und Niedermoor nordwestlich Abstreit                                                 | Traunstein      | 47° 50′ 36,9″ N, 12° 41′ 3,9″ O                               | |
| Streuwiese am westlichen Rand des ND-00116                                      | ND-00116 | Latschenhochmoor und Streuwiese südöstlich Preising                                             | Traunstein      | 47° 50′ 55,7″ N, 12° 41′ 27,9″ O                              | |
| Eiche in Höpperding                                                             | ND-00134 | Eiche nordwestlich Höpperding                                                                   | Traunstein      | 47° 53′ 16,9″ N, 12° 36′ 34,4″ O                              | |
|                                                                                 | ND-00114 | Kalkflachmoor mit Hochmooranteil westlich Langmoos                                              | Traunstein      | 47° 53′ 59″ N, 12° 40′ 2,8″ O                                 | |
|                                                                                 | ND-01306 | Eibenbestand Brunnleiten                                                                        | Trostberg       | Gemarkung Heiligkreuz 48° 3′ 18,9″ N, 12° 34′ 59,2″ O         | |
| Eglsee im Winter                                                                | ND-01265 | Eglsee mit Hoch- und Übergangsmoor und Streuwiese westlich Brem                                 | Unterwössen     | 47° 42′ 59,9″ N, 12° 28′ 15,5″ O                              | |
|                                                                                 | ND-00135 | Halbtrockenrasen am Gaisberg                                                                    | Vachendorf      | 47° 50′ 50,5″ N, 12° 36′ 17,7″ O                              | |
| weitere Bilder                                                                  | ND-00132 | Findling „Bitterstein“ WNW von Holzhausen                                                       | Waging am See   | 47° 57′ 35,6″ N, 12° 39′ 8,7″ O                               | |
|                                                                                 | ND-01330 | Kalkflachmooruferstreifen nördlich Seeleiten                                                    | Waging am See   | 47° 56′ 4,8″ N, 12° 46′ 6,3″ O                                | |
| Latschenhochmoor südwestlich Weibhausen                                         | ND-00117 | Latschenhochmoor südwestlich Weibhausen                                                         | Wonneberg       | 47° 53′ 42″ N, 12° 41′ 4,6″ O                                 | |

## Listen des Bayerischen Landesamt für Umwelt
Unabhängig von den Landratsämtern werden vom Bayerischen Landesamt für Umwelt die Naturdenkmäler bayernweit durchnummeriert und in Listen erfasst. Die interaktive Karte Schutzbebietsabgrenzungen ermöglicht das Abrufen von Kurzinformationen.
- punktförmige ND
Lkr. Traunstein
- flächige ND
 Lkr. Traunstein